# アート引越センター
アート引越センター株式会社（アートひっこしセンター、英: ART MOVING COMPANY Co., Ltd.）は、大阪府大阪市中央区に本社を置き、引越業の「アート引越センター」を運営する総合運輸業会社である。みどり会の会員企業であり三和グループに属している。

## 概要
- 本社 - 大阪府大阪市中央区
- オフィス - 東京都品川区
- 事業内容
  - 引越事業 - 「アート引越センター」「ダック引越センター」
  - 国内物流事業 - 「アートバンライン」
  - 住宅関連事業 - 「アートプランニング」
  - 物販（贈り物、家電販売）事業、輸入車販売事業 - 「アートプラス」
  - 保育園事業 - 「アートチャイルドケア」
- 営業拠点 - 佐賀県を除く全都道府県（佐賀県については福岡県・長崎県の支店・営業所で対応）

## 特色
寺田寿男・寺田千代乃夫妻により創業、設立時からの社長である寺田千代乃は他社との差別化として作業員が新しい靴下に履き替えて引越先に入るようにするなどのサービスを展開。電話番号の「0123」や「荷造りご無用」などのキャッチフレーズで認知を広げる。
21世紀に入ってからも全員女性スタッフという女性向けの引越プランや60歳以上を対象とした高齢者向けのシニアパック、耐震マットの提供、食器を簡単に整理して収納できるエコ楽ボックスの貸し出しなど、新たなサービスを次々と打ち出している。同じく大阪府に本社を置く、鴻池運輸やセンコー、フットワークエクスプレスなどと並ぶ、在阪総合運送業社の一つ。TOKYUポイント加盟店。
引越事業を始めるに当たって社名を決める際、多くの人は運送業者を探す時に電話帳を使うため、できるだけ最初の方で見つけやすい位置に載る社名にと考えた。電話帳では五十音順で「あ」が最初に来て、次に「ー」が来るということで名前を考えた結果、「アート」に決まった。しかし、その理由が業界で広く知られたこともあり、現在では「アーアーアーアンシン引越サービス」「アーアーアイ引越サービスセンター」「アーア引越センター」「アーク引越センター」という名称の企業もあるため、地方によっては初めから3-4番目となっている。
2008年からは郵便局株式会社の「郵便局のお取り次ぎ」サービス提供により、郵便局で引っ越しサービスの申し込みができるようになった。
ラジオ関西で2015年から日曜の15時に時報CMを放送しているが、そこではチャイムの代わりに「ゼロ、イチ、ニ、サ～ン」という女性のアナウンスが流れるという独特なものである。
FM802でも月曜ｰ木曜の14時に時報CMを放送している（「by 0123」名義）。

## 沿革

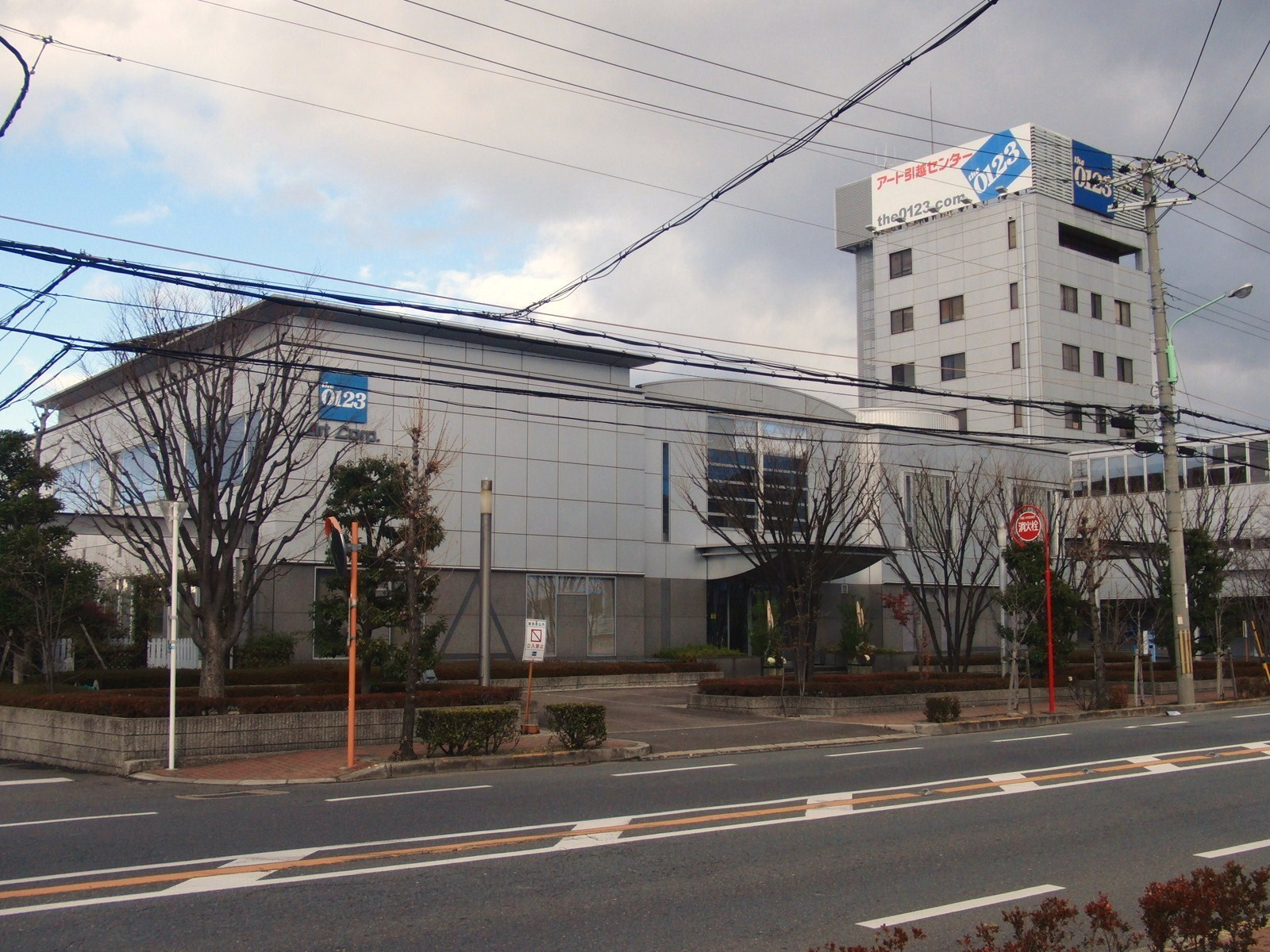
旧本社

- 1968年10月[1] - 寺田寿男の個人事業として寺田運輸を創業。
- 1972年
  - 3月 - 大阪府で区域貨物事業免許を取得。
  - 6月 - 免許取得を受けて（旧）寺田運輸株式会社を大東市で設立。
- 1976年
  - 2月 - 引越事業を開始。
  - 6月 - （旧）寺田運輸内にアート引越センター事業部を開始させる。
- 1977年6月 - アート引越センター事業部を独立させてアート引越センター株式会社を東大阪市で設立（創業年度はこの時点を基点としている）。各サービスセンターの加入者電話番号(最後の4桁)を0123で統一し、職業別電話帳に掲載するようになる。
- 1985年 - アマチュア無線を業務通信に使用した（不法無線局）として近畿電気通信監理局の摘発・処分を受ける。11月にアート運輸株式会社設立。
- 1986年
  - 2月 - アメリカ事務所を開設し海外展開を開始。
  - 5月 - （旧）寺田運輸株式会社がアート引越センター株式会社と合併。アート運輸株式会社が（新）寺田運輸株式会社に社名変更。
- 1990年
  - 6月 - 事業多角化を目指し社名を「アートコーポレーション株式会社」に改める。
  - 9月 - 大阪市に輸入車ショールームを開設する（その後1995年に東京ショールーム開設）。
- 1991年 - スポンサーとなりル・マン24時間レースに参戦する。
- 1993年6月 - ワンストップサービス事業（引越の諸手続きを代行）開始。
- 1995年12月 - ドラえもんをイメージキャラクターに起用する（2008年頃まで）。
- 1997年8月 - 物流事業強化を目指しアートバンライン株式会社設立。
- 1998年 - ISO 9000シリーズを千葉支店で取得。住宅関連事業の会社・株式会社ABCジャパン（現・アートプランニング株式会社）を買収。
- 2001年
  - 5月 - 無許可で高級外車を貸し出すレンタカー事業を営んだとしてアート商事とアートコレクションが摘発される。
  - 10月 - （新）寺田運輸、アート商事、アート引越センター四国の3社をアートコーポレーションが吸収合併。またアライドインターナショナルと業務提携を結ぶ。
- 2004年10月22日 - 引越業界では2番目（サカイ引越センターが第1号）となる株式上場（東証2部、大証2部）。
- 2005年10月 - 東証、大証1部へ指定。
- 2007年10月 - SBSホールディングスより株式会社ダックの発行済み株式の90%を取得し、子会社化[7]。
- 2010年
  - 6月 - 創業者・会長の寺田寿男が不祥事を起こし、代表取締役会長と取締役を辞任。
  - 9月 - 保育事業のパンプキンガーデン、株式会社コティ、株式会社グレースを統合し、アートチャイルドケア株式会社発足。
- 2011年
  - 2月 - 経営陣による自社買収（MBO）を実施すると発表。創業家が出資するCTトータルトランスポート株式会社が株式公開買付けを実施、同時に俳優の佐々木蔵之介をイメージキャラクターに起用した企業CM（2014年頃まで）を新たに上場廃止直前に放映開始。
  - 6月27日 - 上場廃止。
  - 9月 - 子会社であったダックを合併する[8]。
- 2016年11月 - アートスポーツ事業と購買課をアートプラスへ移管。
- 2017年6月 - 本社を大阪府大東市から大阪市中央区城見（大阪ビジネスパーク）のクリスタルタワー16階へ移転。
- 2021年4月 - 内閣府と災害応急対策に関する協定を締結。
- 2022年
  - 1月1日 - 「アート引越センター株式会社」（2代目）へ商号変更[9]。
  - 1月17日 - ヤマトホールディングスが保有しているヤマトホームコンビニエンスの過半数超の株式を取得し、傘下に収める[10]。
- 2025年
  - 1月1日 - ヤマトホームコンビニエンスをアートセッティングデリバリーへ商号変更[11]。

## 不祥事・事件

### 創業者による女子生徒への淫行
2010年6月、芸能プロダクション社長から紹介された16歳の女子生徒に対し、芸能界入りと引き替えにわいせつな行為に及んだとして警視庁が東京都青少年健全育成条例違反（淫行）の容疑で創業者の寺田寿男を書類送検した。

### 集団暴行事件
2022年11月10日、20代の同僚男性のパンツを脱がすなど、わいせつな行為をした上、ケガをさせたとして、9日、アート引越センターの52歳アルバイト、27歳の男性社員、19歳の社員2人が逮捕された。
捜査関係者によると、今年4月、たまり場となっていた27歳の社員の男が住んでいた部屋で、被害者の男性を含む4人で談笑していたという。事件当日の午後10時ごろ、そこに合流したのがアルバイトの男だった。被害者の男性は、アルバイトの男から「気が乗らないから、脱げよ」と指示されると自ら服を脱ぎ、パンツ1枚の状態に。そこに女性の社員が訪れると、アルバイトの男が「パンツ脱げよ」と指示した後、男4人で男性の肩を押さえて頭を殴打し、パンツを破って無理やり脱がせた。さらにアルバイトの男は、その一部始終をスマホで撮影していた。パンツを脱がされケガをした後、男性には別のパンツが渡されたが、それも破られた。
被害者の男性は、腹部に全治3週間のケガをし、この事件などがきっかけで5月半ばから「適応障害」と診断され、1か月休職。その後、退職した。事件当日、機嫌が悪かったとみられるアルバイトの男は「頭をたたいたことや、体を押さえつけたことは、酔っていて記憶にありませんが、パンツを破られている様子をスマホで撮影したのは私です」と供述しているという。
さらに、27歳の男も「その場の雰囲気でパンツを脱がせ、ケガをさせました」と供述しているという。警察の調べに対し、4人はいずれも容疑を認めているとのこと。
男性は事件の後も髪の毛をバリカンで刈られたり、カミソリでそられたりするなどしていて、警視庁は日常的ないじめがあったとみて、捜査している。アート引越センターは、日本テレビの取材に対し「今後はこのようなことが二度と起こらぬよう社員教育を行い、再発防止につとめてまいります」とコメントを発表した。

### 顧客宅における野外排泄
同社ドライバーが顧客宅敷地において野糞をした。

### 熱中症による死亡事案
アルバイト初日の作業員が引越作業中に熱中症になり、死亡した。

## ロゴマーク
1977年の「0123」統一と同時に制定され、その頃から青く四角い枠の中に、『the 0123』の入ったロゴであり、2022年頃からは「the」が消え、「0123」のみとなる。

## 車両
2トントラックを中心に全国で1500台以上を保有する。”独創的な引っ越しサービス”の一環として特別車両の開発にも力を入れていて、家財道具と家族を1台の車で輸送できる「客室付き引っ越し専用車」はそのひとつである。現在の客室付き専用車は三菱ふそう・ファイターをベースに運転席と客室を三菱ふそう・エアロクィーンI風とした「ファミリーサルーン」で、かつてはネオプラン製観光バス（スカイライナー）をベースにした「ドリームサルーン・ナイス21」、日野・レンジャーをベースにフロントを日野・レインボーRR風とした「カーゴサルーン」などが導入されている。他には自家用車と家財道具を1台のトラックで同時に輸送できる「カーゴキャリー」や自家用車積載用のライトトレーラー「カーキャリー21」なども開発された。アートセッティングデリバリー所属車は基本的にはアート引越センター所属車に準じるが、旧ヤマトホームコンビニエンスからの継承車両ではヤマト運輸の宅急便旧塗装に準じたクリームと緑のツートーンが一部車両に残る。

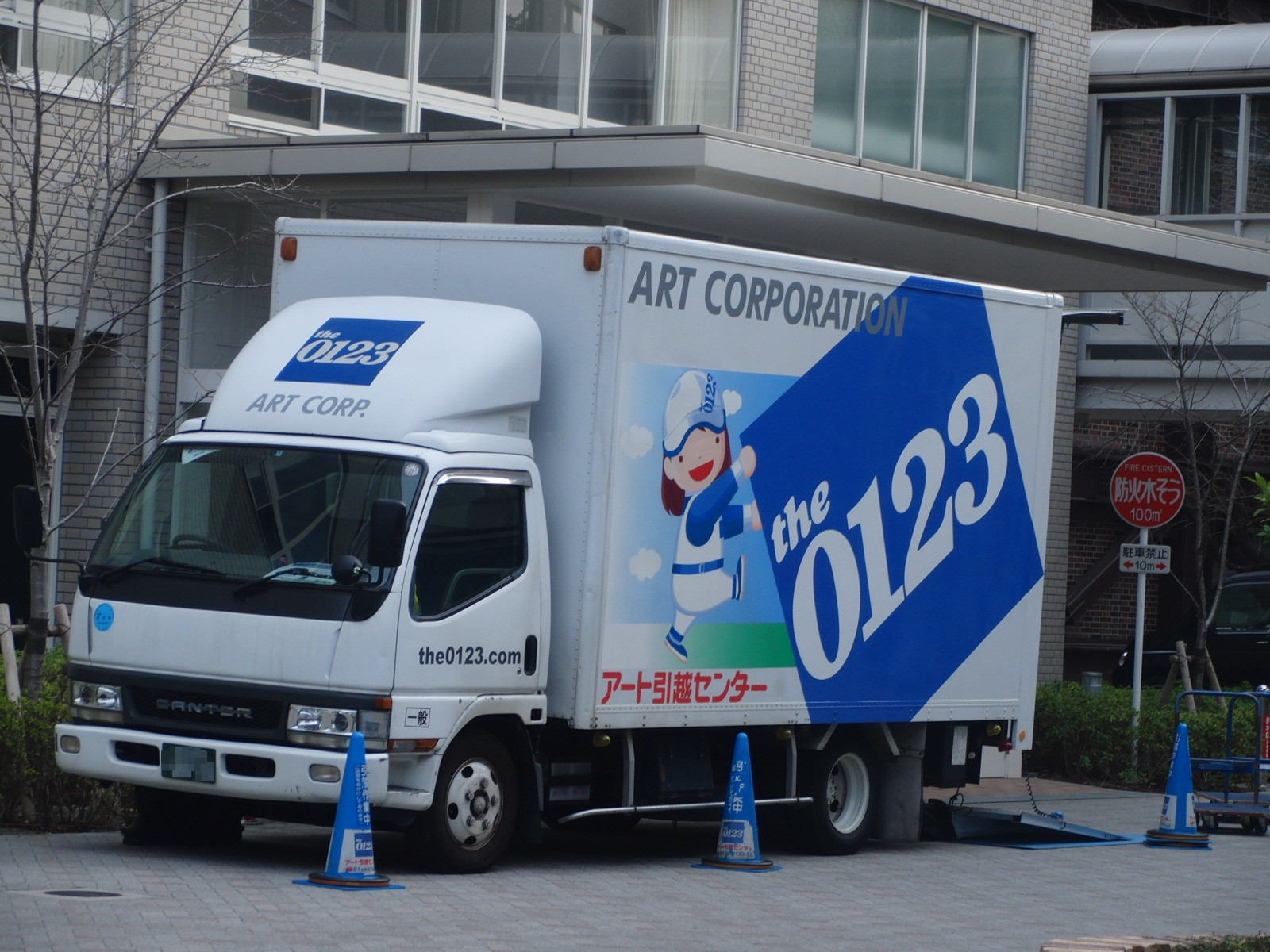
引越しトラックの例 （三菱ふそう・キャンター）
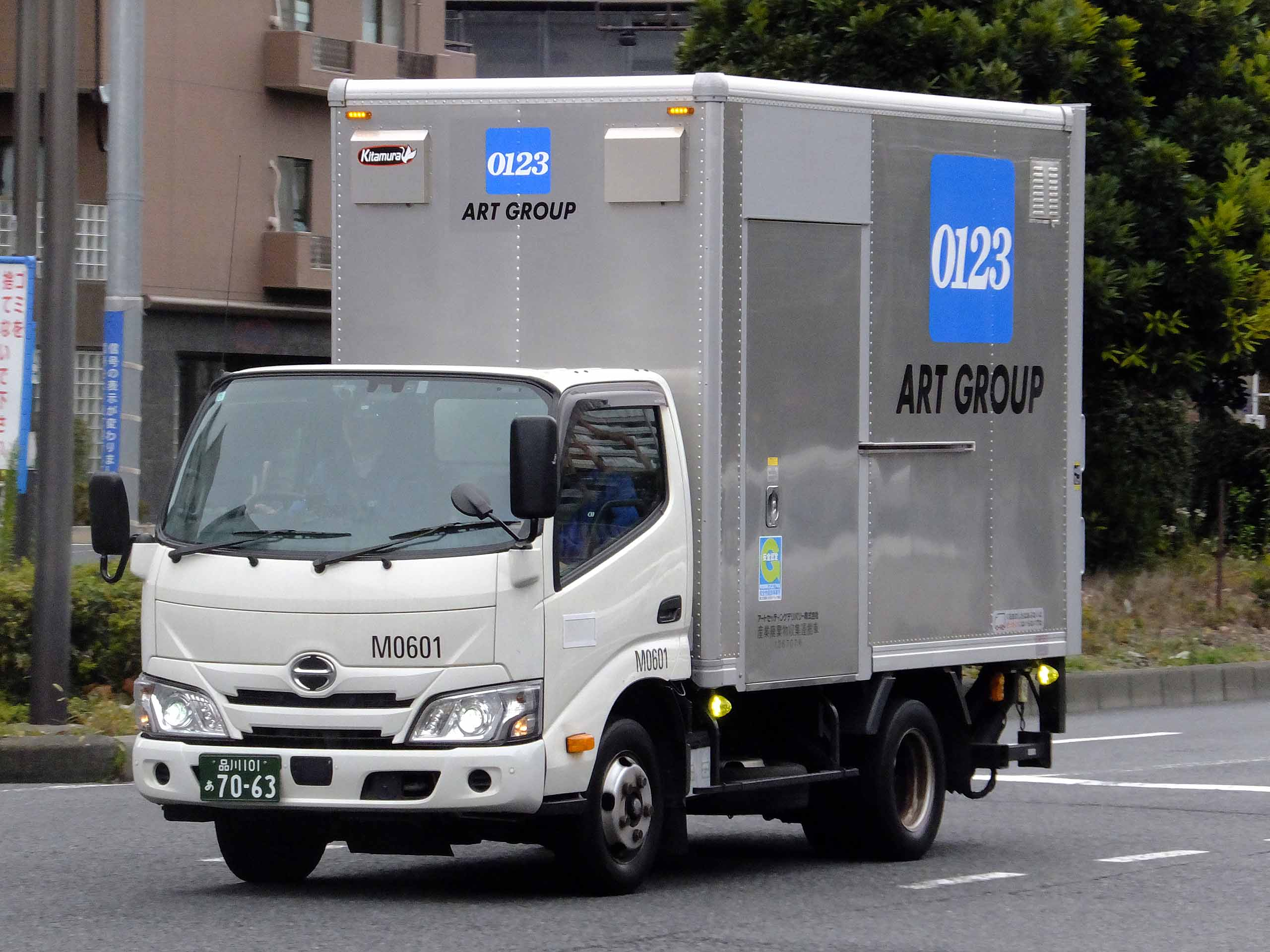
アートセッティングデリバリー所属車（日野・デュトロ）

## イメージキャラクター（架空のキャラクターを含む）
- ドラえもん（1995年 - 2008年）
  - ドラえもん（CV 大山のぶ代→水田わさび）
  - ドラミ（CV よこざわけい子→千秋）
    - ドラえもんの絵柄はテレビアニメ第2作第1期を引用している。新習志野駅付近の千葉県習志野市にあるアート引越センターの事業所では巨大なドラえもんを京葉線の電車から眺める事が出来たが、2011年頃に別の絵に変わっている。
    - 一時期、コマーシャルでドラえもんが最後に「電話してね」と締めていたためドラえもんと話せると信じた子供による間違い電話が多かったという[17]。
    - 主な契約促進グッズとして「ドラえもん冷温庫」がある。期間限定で「ドラミちゃん冷温庫」（CMのドラミの声は2代目ドラミ役の千秋が担当）や、クリスマス前には無彩色の「ホワイトドラえもん冷温庫」になる場合もある。入手できる条件はキャンペーン期間内の契約・規定額以上の契約・同社が販売する防災商品の購入特典などで、時期によって異なる。
- 山口あゆみ（2001年 - 2002年)
- 山田花子（2002年 - 2004年）
- 佐藤弘道（2005年）
- 佐々木蔵之介（2011年 - 2015年）
- 葵わかな（2015年 - 2020年）
- ミニオン（2017年 - ）
  - いずみちゃん（CV 花澤香菜）
  - アーボット（CV 石田彰）
    - 期間限定でミニオンの冷温庫（抽選）とミニオンの収納BOXプレゼントキャンペーンを実施。（2017年7月 - 9月）
    - ミニオン加湿器のプレゼントキャンペーンを実施。（2017年12月 - ）
    - ミニオンを車体全面にラッピングした『アート・ミニオン・トラック』の運用を開始。（2018年2月 - ）
- サンドウィッチマン（2020年 - ）